# Маккин, Шон
Шон Маккин (Sean Mackin, настоящее имя Шон Майкл Уэллмен, англ. Sean Michael Wellman, род. 30 апреля 1979 года) — скрипач и бэк-вокалист группы Yellowcard.

## Биография

### Рождение и жизнь до карьеры
Шон родился 30 апреля 1979 года в городе Джексонвиль, штат Флорида, у него есть младший брат. Имеет ирландское и японское происхождение. Учился играть на скрипке с шести лет. Учился в Школе искусств Андерсона города Дуглас, где также учился будущий фронтмен Yellowcard Райан Ки. До карьеры они вдвоём работали в ресторане по приготовлению чили.

### Карьера
В 1997 году Маккин присоединился к группе благодаря знакомству с гитаристом Беном Харпером и ударником Лонгинью Парсоном III, заменяя тем самым первоначального скрипача Дэниела Сонса. Сначала Шон был сессионным музыкантом и играл на скрипке. В дальнейшем он становится официальным участником группы и также исполняет бэк-вокал. В периоды с 1997 по 2008 год и с 2010 по 2017 год вплоть до распада группы биография Шона нераздельна с биографией Yellowcard.

### Болезнь
В декабре 2011 года Шону был поставлен диагноз - рак щитовидной железы.
В ответ на это группа фанатов организовала проект, чтобы поддержать Шона. Они изготовили и продали ограниченное количество браслетов, все собранные средства были переданы американскому онкологическому Обществу на имя Шона.

## Дискография
- 1997 — Midget Tossing
- 1999 — Still Standing
- 2000 — Where We Stand
- 2001 — One For The Kids
- 2002 — The Underdog
- 2003 — Ocean Avenue
- 2006 — Lights and Sounds
- 2007 — Paper Walls
- 2008 — Live from Las Vegas at the Palms
- 2009 — Deep Cuts
- 2011 — When You're Through Thinking, Say Yes
- 2012 — Southern Air
- 2014 — Lift a Sail
- 2016 — Yellowcard
- 2023 — Childhood Eyes EP